# جوزيف فرانسوا زالومون
جوزيف فرانسوا زالومون (بالفرنسية: François-Joseph Salomon)‏ هو ملحن فرنسي، ولد في أبريل 1649، وتوفي في 5 مارس 1732.